# Ровито
Ровито (итал. Rovito) — коммуна в Италии, располагается в регионе Калабрия, подчиняется административному центру Козенца.
Население составляет 2810 человек, плотность населения составляет 281 чел./км². Занимает площадь 10 км². Почтовый индекс — 87050. Телефонный код — 0984.
Покровительницей коммуны почитается святая великомученица Варвара, празднование 4 декабря.
Соседние коммуны: Козенца, Казоле-Брузио, Челико, Лаппано, Сан-Пьетро-ин-Гуарано, Трента, Цумпано.